# Kieler Sportvereinigung Holstein von 1900 2022-2023
Questa voce raccoglie le informazioni riguardanti il Kieler Sportvereinigung Holstein von 1900 nelle competizioni ufficiali della stagione 2022-2023.

## Stagione
Nella stagione 2022-2023 l'Holstein Kiel, allenato da Marcel Rapp, concluse il campionato di 2. Bundesliga all'8º posto. In Coppa di Germania l'Holstein Kiel fu eliminato al primo turno dal Waldhof Mannheim.

## Rosa
| N. |                      | Ruolo | Calciatore          |
| -- | -------------------- | ----- | ------------------- |
| 1  | Germania (bandiera)  | P     | Tim Schreiber       |
| 2  | Danimarca (bandiera) | D     | Mikkel Kirkeskov    |
| 3  | Germania (bandiera)  | D     | Marco Komenda       |
| 4  | Germania (bandiera)  | C     | Patrick Erras       |
| 5  | Germania (bandiera)  | D     | Stefan Thesker      |
| 6  | Germania (bandiera)  | C     | Marcel Benger       |
| 7  | Germania (bandiera)  | A     | Steven Skrzybski    |
| 8  | Germania (bandiera)  | C     | Alexander Mühling   |
| 9  | Austria (bandiera)   | A     | Benedikt Pichler    |
| 10 | Germania (bandiera)  | C     | Lewis Holtby        |
| 11 | Germania (bandiera)  | A     | Fabian Reese        |
| 16 | Germania (bandiera)  | C     | Philipp Sander      |
| 17 | Germania (bandiera)  | D     | Timo Becker         |
| 18 | Ghana (bandiera)     | A     | Kwasi Okyere Wriedt |
| 19 | Germania (bandiera)  | D     | Simon Lorenz        |
| 20 | Germania (bandiera)  | A     | Jann-Fiete Arp      |

| N. |                     | Ruolo | Calciatore                |
| -- | ------------------- | ----- | ------------------------- |
| 21 | Germania (bandiera) | P     | Thomas Dähne              |
| 22 | Serbia (bandiera)   | C     | Aleksandar Ignjovski      |
| 23 | Germania (bandiera) | D     | Julian Korb               |
| 24 | Germania (bandiera) | D     | Hauke Wahl                |
| 25 | Germania (bandiera) | C     | Marvin Schulz             |
| 26 | Germania (bandiera) | C     | Lucas Wolf                |
| 27 | Germania (bandiera) | C     | Finn Porath               |
| 28 | Germania (bandiera) | A     | Noah Awuku                |
| 30 | Germania (bandiera) | A     | Marvin Obuz               |
| 31 | Germania (bandiera) | A     | Fin Bartels               |
| 32 | Germania (bandiera) | C     | Jonas Sterner             |
| 33 | Germania (bandiera) | P     | Timon Weiner              |
| 34 | Germania (bandiera) | D     | Colin Kleine-Bekel        |
| 35 | Germania (bandiera) | P     | Robin Himmelmann          |
| 36 | Islanda (bandiera)  | A     | Hólmbert Aron Friðjónsson |

## Organigramma societario
Area tecnica
- Allenatore: Marcel Rapp
- Allenatore in seconda: Dirk Bremser, Alexander Hahn
- Preparatore dei portieri: Patrik Borger
- Preparatori atletici: Lasse Bork, Timm Sörensen

## Calciomercato

### Sessione estiva
| Acquisti | Acquisti      | Acquisti   | Acquisti |
| R.       | Nome          | da         | Modalità |
| -------- | ------------- | ---------- | -------- |
| D        | Timo Becker   | Schalke 04 |          |
| A        | Marvin Obuz   | Colonia    |          |
| P        | Tim Schreiber | Hallescher |          |
| C        | Marvin Schulz | Lucerna    |          |

| Cessioni | Cessioni        | Cessioni         | Cessioni |
| R.       | Nome            | a                | Modalità |
| -------- | --------------- | ---------------- | -------- |
| A        | Ahmet Arslan    | Dinamo Dresda    |          |
| P        | Iōannīs Gkelios | Bandırmaspor     |          |
| C        | Eric Gueye      | Holstein Kiel II |          |
| D        | Niko Koulis     | Preußen Münster  |          |
| A        | Joshua Mees     | Jahn Ratisbona   |          |
| D        | Dominique Ndure | Oldenburg        |          |
| D        | Phil Neumann    | Hannover 96      |          |

### Sessione invernale
| Acquisti | Acquisti                  | Acquisti   | Acquisti |
| R.       | Nome                      | da         | Modalità |
| -------- | ------------------------- | ---------- | -------- |
| A        | Hólmbert Aron Friðjónsson | Lillestrøm |          |

| Cessioni | Cessioni     | Cessioni | Cessioni |
| R.       | Nome         | a        | Modalità |
| -------- | ------------ | -------- | -------- |
| D        | Nico Carrera | Zwickau  |          |

## Risultati

### 2. Bundesliga

#### Girone di andata
| Arbitro: | Braun |

|                       |           |                               |
| Green 48’ Tillman 76’ | Marcatori | 29’ Becker 80’ (rig.) Mühling |

| Arbitro: | Stieler |

|                |           |                      |
| Reese 51’, 57’ | Marcatori | 32’ Hanslik 62’ Boyd |

| Arbitro: | Gerach |

|          |           |                                |
| Ceka 43’ | Marcatori | 17’ Komenda 59’ (rig.) Pichler |

| Arbitro: | Haslberger |

|                                |           |  |
| Skrzybski 12’, 73’ Pichler 82’ | Marcatori |  |

| Arbitro: | Exner |

|                                                                                     |           |                       |
| Muslija 7’ (rig.) Justvan 13’ Obermair 25’ Platte 29’, 38’ Pieringer 52’ Srbeny 80’ | Marcatori | 9’ Korb 45’ Skrzybski |

| Arbitro: | Sather |

|               |           |  |
| Skrzybski 72’ | Marcatori |  |

| Ratisbona 3 settembre 2022, ore 13:00 CEST 7ª giornata | Jahn Ratisbona | 0 – 0 referto | Holstein Kiel | Jahnstadion Regensburg (8 893 spett.)\| Arbitro: \| Lechner \| |
| Arbitro:                                               | Lechner        |               |               |                                                                |

| Arbitro: | Siebert |

|                              |           |                                |
| Heyer 90’ (aut.) Bartels 90’ | Marcatori | 39’ Glatzel 69’ Heyer 85’ Reis |

| Arbitro: | Aarnink |

|                                         |           |                         |
| Hack 1’ Serra 36’ Okugawa 48’ Lasme 85’ | Marcatori | 59’ Mühling 68’ Bartels |

| Arbitro: | Thomsen |

|                  |           |                |
| Reese 28’ (rig.) | Marcatori | 88’ Hinterseer |

| Arbitro: | Gerach |

|                             |           |                              |
| Tempelmann 39’ Daferner 90’ | Marcatori | 62’, 80’ Skrzybski 65’ Reese |

| Arbitro: | Alt |

|                               |           |              |
| Skrzybski 45’, 51’ Wriedt 66’ | Marcatori | 31’ Thomalla |

| Arbitro: | Dingert |

|           |           |               |
| Bader 72’ | Marcatori | 35’ Skrzybski |

| Arbitro: | Schröder |

|               |           |                                   |
| Skrzybski 70’ | Marcatori | 42’ Appelkamp 82’ (rig.) Kownacki |

| Arbitro: | Burda |

|          |           |                                                 |
| Rapp 72’ | Marcatori | 16’ (aut.) Breithaupt 30’, 90’ Wriedt 67’ Reese |

| Amburgo 8 novembre 2022, ore 18:30 CET 16ª giornata | St. Pauli | 0 – 0 referto | Holstein Kiel | Millerntor-Stadion (29 546 spett.)\| Arbitro: \| Sather \| |
| Arbitro:                                            | Sather    |               |               |                                                            |

| Arbitro: | Aarnink |

|            |           |              |
| Bartels 9’ | Marcatori | 16’ Teuchert |

#### Girone di ritorno
| Arbitro: | Exner |

|                     |           |            |
| Wahl 46’ Lorenz 84’ | Marcatori | 30’ Abiama |

| Arbitro: | Thomsen |

|                     |           |            |
| Hanslik 6’ Boyd 71’ | Marcatori | 30’ Porath |

| Arbitro: | Heft |

|                   |           |                                       |
| Erras 34’ Arp 54’ | Marcatori | 45’ Elfadli 70’ Bockhorn 86’ Kwarteng |

| Arbitro: | Winter |

|                        |           |                                      |
| Multhaup 57’ Wiebe 69’ | Marcatori | 14’ Reese 22’ Friðjónsson 48’ Becker |

| Arbitro: | Haslberger |

|                  |           |          |
| Reese 66’ (rig.) | Marcatori | 31’ Rohr |

| Arbitro: | Hartmann |

|           |           |          |
| Evina 90’ | Marcatori | 47’ Wahl |

| Arbitro: | Sather |

|               |           |                          |
| Skrzybski 45’ | Marcatori | 45’ Caliskaner 87’ Owusu |

| Amburgo 18 marzo 2023, ore 13:00 CET 25ª giornata | Amburgo | 0 – 0 referto | Holstein Kiel | Volksparkstadion (57 000 spett.)\| Arbitro: \| Brand \| |
| Arbitro:                                          | Brand   |               |               |                                                         |

| Arbitro: | Gerach |

|                               |           |                                |
| Skrzybski 32’ Friðjónsson 67’ | Marcatori | 11’ Jäkel 29’ Hack 55’ Okugawa |

| Arbitro: | Winter |

|                                  |           |                                 |
| van Drongelen 12’ Hinterseer 53’ | Marcatori | 44’ Reese 45’ Sander 47’ Holtby |

| Arbitro: | Braun |

|                         |           |               |
| Skrzybski 19’ Reese 39’ | Marcatori | 65’ Lohkemper |

| Arbitro: | Badstübner |

|                                            |           |  |
| Mainka 2’ Kleindienst 68’ Beste 75’ (rig.) | Marcatori |  |

| Arbitro: | Heft |

|  |           |                                       |
|  | Marcatori | 6’ Müller 22’ (aut.) Lorenz 52’ Tietz |

| Arbitro: | Aarnink |

|                                               |           |  |
| Appelkamp 14’ Hoffmann 19’ Ginczek 24’ (rig.) | Marcatori |  |

| Arbitro: | Lechner |

|                                 |           |            |
| Skrzybski 17’ (rig.) Porath 69’ | Marcatori | 74’ Jensen |

| Arbitro: | Kampka |

|                                            |           |                                                        |
| Skrzybski 28’ (rig.) Komenda 78’ Reese 90’ | Marcatori | 39’ Afolayan 53’ (aut.) Wahl 61’ Daschner 74’ Paqarada |

| Arbitro: | Thomsen |

|             |           |                                                   |
| Neumann 72’ | Marcatori | 21’ Reese 23’ Becker 45’ Pichler 59’, 62’ Bartels |

### Coppa di Germania
| Arbitro: | Reichel |

|                                 |                      |                             |
| Bahn Rossipal Russo Sohm Wagner | Tiri di rigore 5 – 3 | Erras Komenda Schulz Wriedt |

## Statistiche

### Statistiche di squadra
| Competizione      | Punti | In casa | In casa | In casa | In casa | In casa | In casa | In trasferta | In trasferta | In trasferta | In trasferta | In trasferta | In trasferta | Totale | Totale | Totale | Totale | Totale | Totale | DR |
| Competizione      | Punti | G       | V       | N       | P       | Gf      | Gs      | G            | V            | N            | P            | Gf           | Gs           | G      | V      | N      | P      | Gf     | Gs     | DR |
| ----------------- | ----- | ------- | ------- | ------- | ------- | ------- | ------- | ------------ | ------------ | ------------ | ------------ | ------------ | ------------ | ------ | ------ | ------ | ------ | ------ | ------ | -- |
| 2. Bundesliga     | 46    | 17      | 6       | 4       | 7       | 29      | 29      | 17           | 6            | 6            | 5            | 29           | 32           | 34     | 12     | 10     | 12     | 58     | 61     | -3 |
| Coppa di Germania | -     | 0       | 0       | 0       | 0       | 0       | 0       | 1            | 0            | 1            | 0            | 0            | 0            | 1      | 0      | 1      | 0      | 0      | 0      | 0  |
| Totale            | 46    | 17      | 6       | 4       | 7       | 29      | 29      | 18           | 6            | 7            | 5            | 29           | 32           | 35     | 12     | 11     | 12     | 58     | 61     | -3 |

### Andamento in campionato
| Giornata  | 1 | 2  | 3  | 4 | 5 | 6 | 7 | 8 | 9 | 10 | 11 | 12 | 13 | 14 | 15 | 16 | 17 | 18 | 19 | 20 | 21 | 22 | 23 | 24 | 25 | 26 | 27 | 28 | 29 | 30 | 31 | 32 | 33 | 34 |
| --------- | - | -- | -- | - | - | - | - | - | - | -- | -- | -- | -- | -- | -- | -- | -- | -- | -- | -- | -- | -- | -- | -- | -- | -- | -- | -- | -- | -- | -- | -- | -- | -- |
| Luogo     | T | C  | T  | C | T | C | T | C | T | C  | T  | C  | T  | C  | T  | T  | C  | C  | T  | C  | T  | C  | T  | C  | T  | C  | T  | C  | T  | C  | T  | C  | C  | T  |
| Risultato | N | N  | V  | V | P | V | N | P | P | N  | V  | V  | N  | P  | V  | N  | N  | V  | P  | P  | V  | N  | N  | P  | N  | P  | V  | V  | P  | P  | P  | V  | P  | V  |
| Posizione | 9 | 13 | 10 | 5 | 8 | 7 | 7 | 8 | 8 | 9  | 9  | 6  | 7  | 8  | 8  | 8  | 8  | 8  | 8  | 8  | 7  | 8  | 8  | 9  | 8  | 10 | 8  | 8  | 8  | 9  | 10 | 9  | 10 | 8  |

Legenda:

Luogo: C = Casa; T = Trasferta. Risultato: V = Vittoria; N = Pareggio; P = Sconfitta.

### Statistiche dei giocatori
| Giocatore        | 2. Bundesliga | 2. Bundesliga | 2. Bundesliga | 2. Bundesliga | Coppa di Germania | Coppa di Germania | Coppa di Germania | Coppa di Germania | Totale   | Totale | Totale      | Totale     |
| Giocatore        | Presenze      | Reti          | Ammonizioni   | Espulsioni    | Presenze          | Reti              | Ammonizioni       | Espulsioni        | Presenze | Reti   | Ammonizioni | Espulsioni |
| ---------------- | ------------- | ------------- | ------------- | ------------- | ----------------- | ----------------- | ----------------- | ----------------- | -------- | ------ | ----------- | ---------- |
| J. Arp           | 26            | 1             | 5             | 0             | 1                 | 0                 | 1                 | 0                 | 27       | 1      | 6           | 0          |
| N. Awuku         | 0             | 0             | 0             | 0             | 0                 | 0                 | 0                 | 0                 | 0        | 0      | 0           | 0          |
| F. Bartels       | 20            | 5             | 1             | 0             | 0                 | 0                 | 0                 | 0                 | 20       | 5      | 1           | 0          |
| T. Becker        | 24            | 3             | 6             | 0             | 1                 | 0                 | 0                 | 0                 | 25       | 3      | 6           | 0          |
| M. Benger        | 0             | 0             | 0             | 0             | 0                 | 0                 | 0                 | 0                 | 0        | 0      | 0           | 0          |
| N. Carrera       | 0             | 0             | 0             | 0             | 0                 | 0                 | 0                 | 0                 | 0        | 0      | 0           | 0          |
| T. Dähne         | 15            | 0             | 0             | 0             | 0                 | 0                 | 0                 | 0                 | 15       | 0      | 0           | 0          |
| P. Erras         | 27            | 1             | 6             | 0             | 1                 | 0                 | 0                 | 0                 | 28       | 1      | 6           | 0          |
| H. Friðjónsson   | 8             | 2             | 2             | 0             | 0                 | 0                 | 0                 | 0                 | 8        | 2      | 2           | 0          |
| R. Himmelmann    | 9             | 0             | 0             | 0             | 0                 | 0                 | 0                 | 0                 | 9        | 0      | 0           | 0          |
| L. Holtby        | 24            | 1             | 1             | 0             | 0                 | 0                 | 0                 | 0                 | 24       | 1      | 1           | 0          |
| A. Ignjovski     | 9             | 0             | 0             | 0             | 0                 | 0                 | 0                 | 0                 | 9        | 0      | 0           | 0          |
| M. Kirkeskov     | 26            | 0             | 4             | 0             | 0                 | 0                 | 0                 | 0                 | 26       | 0      | 4           | 0          |
| C. Kleine-Bekel  | 1             | 0             | 0             | 0             | 0                 | 0                 | 0                 | 0                 | 1        | 0      | 0           | 0          |
| M. Komenda       | 11            | 2             | 2             | 0             | 1                 | 0                 | 1                 | 0                 | 12       | 2      | 3           | 0          |
| J. Korb          | 12            | 1             | 2             | 0             | 1                 | 0                 | 0                 | 0                 | 13       | 1      | 2           | 0          |
| S. Lorenz        | 25            | 1             | 3             | 0             | 0                 | 0                 | 0                 | 0                 | 25       | 1      | 3           | 0          |
| A. Mühling       | 23            | 2             | 2             | 0             | 1                 | 0                 | 0                 | 0                 | 24       | 2      | 2           | 0          |
| M. Obuz          | 10            | 0             | 1             | 0             | 1                 | 0                 | 0                 | 0                 | 11       | 0      | 1           | 0          |
| B. Pichler       | 11            | 3             | 2             | 0             | 1                 | 0                 | 0                 | 0                 | 12       | 3      | 2           | 0          |
| F. Porath        | 33            | 2             | 5             | 0             | 1                 | 0                 | 0                 | 0                 | 34       | 2      | 5           | 0          |
| F. Reese         | 33            | 11            | 1             | 0             | 1                 | 0                 | 0                 | 0                 | 34       | 11     | 1           | 0          |
| P. Sander        | 32            | 1             | 6             | 0             | 1                 | 0                 | 1                 | 0                 | 33       | 1      | 7           | 0          |
| T. Schreiber     | 10            | 0             | 1             | 0             | 1                 | 0                 | 0                 | 0                 | 11       | 0      | 1           | 0          |
| M. Schulz        | 26            | 0             | 5             | 0             | 1                 | 0                 | 0                 | 0                 | 27       | 0      | 5           | 0          |
| S. Skrzybski     | 34            | 15            | 2             | 0             | 0                 | 0                 | 0                 | 0                 | 34       | 15     | 2           | 0          |
| J. Sterner       | 5             | 0             | 0             | 0             | 0                 | 0                 | 0                 | 0                 | 5        | 0      | 0           | 0          |
| S. Thesker       | 10            | 0             | 0             | 0             | 0                 | 0                 | 0                 | 0                 | 10       | 0      | 0           | 0          |
| H. Wahl          | 29            | 2             | 11            | 0             | 0                 | 0                 | 0                 | 0                 | 29       | 2      | 11          | 0          |
| T. Weiner        | 1             | 0             | 0             | 0             | 0                 | 0                 | 0                 | 0                 | 1        | 0      | 0           | 0          |
| L. Wolf          | 0             | 0             | 0             | 0             | 1                 | 0                 | 1                 | 0                 | 1        | 0      | 1           | 0          |
| K. Wriedt        | 26            | 3             | 1             | 0             | 1                 | 0                 | 1                 | 0                 | 27       | 3      | 2           | 0          |
| J. van den Bergh | 4             | 0             | 0             | 0             | 1                 | 0                 | 0                 | 0                 | 5        | 0      | 0           | 0          |